# Rue de Lorette (Marseille)
La Rue de Lorette est une voie du 2e arrondissement de Marseille.

## Situation et accès
Elle prolonge la rue du Petit-Puits jusqu’à la rue Montbrion.

## Origine du nom
Elle porte le nom d'un ancien couvent qui y était situé.

## Historique
Dans cette rue se trouvait au XIIIe siècle une fondation hospitalière, appelée Saint-Jacques de l’épée, destinée à venir en aide aux croisés indigents s’embarquant pour la terre sainte. Au XVIe siècle les pères servites occupent le couvent appelé « Notre-Dame de Lorette ». Le couvent est supprimé en 1775 et vendu le 28 octobre 1784 puis démoli. 

## Bâtiments remarquables et lieux de mémoire
Dans cette rue habitait Pierre de Libertat, assassin de Charles de Casaulx. Il y mourut le 11 avril 1597 et eut des obsèques solennelles.